# Малая Вовнянка
Ма́лая Во́внянка (укр. Мала Вовнянка) — село, входит в Таращанский район Киевской области Украины.
Население по переписи 2001 года составляло 128 человек. Почтовый индекс — 09534. Телефонный код — 4566. Занимает площадь 0,43 км². Код КОАТУУ — 3224481303.

## Местный совет
09531, Киевская обл., Таращанский р-н, с. Дубовка